# WPA-9-Ball-Weltmeisterschaft der Damen
Die WPA-9-Ball-Weltmeisterschaft der Damen ist ein seit 1990 zumeist jährlich ausgetragenes Poolbillardturnier in der Disziplin 9-Ball. Rekordsiegerin ist Allison Fisher aus England, die das Turnier 1996, 1997, 1998 und 2001 gewinnen konnte. Das Damenturnier findet meistens an einem anderen Ort statt als die Herren-WM.

## Die Turniere im Überblick
| Jahr | Austragungsort    | Siegerin          | Finalistin        | Halbfinalistinnen |
| ---- | ----------------- | ----------------- | ----------------- | ----------------- |
| 1990 | Bergheim          | Robin Bell        | Loree Jon Jones   | unbekannt         |
| 1990 | Bergheim          | Robin Bell        | Loree Jon Jones   | unbekannt         |
| 1991 | Las Vegas         | Robin Bell        | Jo Ann Mason      | unbekannt         |
| 1991 | Las Vegas         | Robin Bell        | Jo Ann Mason      | unbekannt         |
| 1992 | Taipeh            | Franziska Stark   | Vivian Villarreal | unbekannt         |
| 1992 | Taipeh            | Franziska Stark   | Vivian Villarreal | unbekannt         |
| 1993 | Königswinter      | Loree Jon Jones   | Jeanette Lee      | unbekannt         |
| 1993 | Königswinter      | Loree Jon Jones   | Jeanette Lee      | unbekannt         |
| 1994 | Chicago           | Ewa Laurance      | Jeanette Lee      | unbekannt         |
| 1994 | Chicago           | Ewa Laurance      | Jeanette Lee      | unbekannt         |
| 1995 | Taipeh            | Gerda Hofstätter  | Vivian Villarreal | unbekannt         |
| 1995 | Taipeh            | Gerda Hofstätter  | Vivian Villarreal | unbekannt         |
| 1996 | Borlänge          | Allison Fisher    | Helena Thörnfeldt | unbekannt         |
| 1996 | Borlänge          | Allison Fisher    | Helena Thörnfeldt | unbekannt         |
| 1997 | Chicago           | Allison Fisher    | Chen Chun-chen    | unbekannt         |
| 1997 | Chicago           | Allison Fisher    | Chen Chun-chen    | unbekannt         |
| 1998 | Taipeh            | Allison Fisher    | Franziska Stark   | unbekannt         |
| 1998 | Taipeh            | Allison Fisher    | Franziska Stark   | unbekannt         |
| 1999 | Alicante          | Liu Shin-mei      | Allison Fisher    | unbekannt         |
| 1999 | Alicante          | Liu Shin-mei      | Allison Fisher    | unbekannt         |
| 2000 | Québec            | Julie Kelly       | Karen Corr        | unbekannt         |
| 2000 | Québec            | Julie Kelly       | Karen Corr        | unbekannt         |
| 2001 | Amagasaki         | Allison Fisher    | Karen Corr        | unbekannt         |
| 2001 | Amagasaki         | Allison Fisher    | Karen Corr        | unbekannt         |
| 2002 | Kaohsiung         | Liu Shin-mei      | Karen Corr        | unbekannt         |
| 2002 | Kaohsiung         | Liu Shin-mei      | Karen Corr        | unbekannt         |
| 2003 | nicht ausgetragen | nicht ausgetragen | nicht ausgetragen | nicht ausgetragen |
| 2004 | Rankweil          | Kim Ga-young      | Liu Shin-mei      | unbekannt         |
| 2004 | Rankweil          | Kim Ga-young      | Liu Shin-mei      | unbekannt         |
| 2005 | nicht ausgetragen | nicht ausgetragen | nicht ausgetragen | nicht ausgetragen |
| 2006 | Taipeh            | Kim Ga-young      | Liu Shin-mei      | unbekannt         |
| 2006 | Taipeh            | Kim Ga-young      | Liu Shin-mei      | unbekannt         |
| 2007 | Tao-Yuan          | Pan Xiaoting      | Rubilen Amit      | unbekannt         |
| 2007 | Tao-Yuan          | Pan Xiaoting      | Rubilen Amit      | unbekannt         |
| 2008 | Taipeh            | Lin Yuan-chun     | Kim Ga-young      | unbekannt         |
| 2008 | Taipeh            | Lin Yuan-chun     | Kim Ga-young      | unbekannt         |
| 2009 | Shěnyáng          | Liu Shasha        | Karen Corr        | unbekannt         |
| 2009 | Shěnyáng          | Liu Shasha        | Karen Corr        | unbekannt         |
| 2010 | Shěnyáng          | Fu Xiaofang       | Allison Fisher    | unbekannt         |
| 2010 | Shěnyáng          | Fu Xiaofang       | Allison Fisher    | unbekannt         |
| 2011 | Shěnyáng          | Bi Zhuqing        | Chen Siming       | unbekannt         |
| 2011 | Shěnyáng          | Bi Zhuqing        | Chen Siming       | unbekannt         |
| 2012 | Shěnyáng          | Kelly Fisher      | Fu Xiaofang       | Liu Shasha        |
| 2012 | Shěnyáng          | Kelly Fisher      | Fu Xiaofang       | Tsai Pei-chen     |
| 2013 | Shěnyáng          | Yu Han            | Lin Yuan-chun     | Liu Shasha        |
| 2013 | Shěnyáng          | Yu Han            | Lin Yuan-chun     | Tan Ho-yun        |
| 2014 | Guilin            | Liu Shasha        | Chen Siming       | Kim Ga-young      |
| 2014 | Guilin            | Liu Shasha        | Chen Siming       | Tan Ho-yun        |
| 2015 | Guilin            | Liu Shasha        | Jasmin Ouschan    | Chou Chieh-yu     |
| 2015 | Guilin            | Liu Shasha        | Jasmin Ouschan    | Chihiro Kawahara  |
| 2016 | Emeishan          | Yu Han            | Chihiro Kawahara  | Ge Bai            |
| 2016 | Emeishan          | Yu Han            | Chihiro Kawahara  | Gao Meng          |
| 2017 | Haikou            | Chen Siming       | Pan Xiaoting      | Chou Chieh-yu     |
| 2017 | Haikou            | Chen Siming       | Pan Xiaoting      | Yu Han            |
| 2018 | Sanya             | Yu Han            | Wang Xiaotong     | Rubilen Amit 1    |
| 2018 | Sanya             | Yu Han            | Wang Xiaotong     | Fu Xiaofang       |
| 2019 | Sanya             | Kelly Fisher      | Jasmin Ouschan    | Zhou Doudou 2     |
| 2019 | Sanya             | Kelly Fisher      | Jasmin Ouschan    | Rubilen Amit      |
| 2020 | nicht ausgetragen | nicht ausgetragen | nicht ausgetragen | nicht ausgetragen |
| 2021 | nicht ausgetragen | nicht ausgetragen | nicht ausgetragen | nicht ausgetragen |
| 2022 | nicht ausgetragen | nicht ausgetragen | nicht ausgetragen | nicht ausgetragen |
| 2023 | Atlantic City     | Chou Chieh-Yu     | Allison Fisher    | Seo Seoa          |
| 2023 | Atlantic City     | Chou Chieh-Yu     | Allison Fisher    | Kristina Tkach    |

### Rangliste
| Platz | Spielerin        | Gold | Silber |
| ----- | ---------------- | ---- | ------ |
| 1     | Allison Fisher   | 4    | 2      |
| 2     | Liu Shasha       | 3    | 0      |
| 2     | Yu Han           | 3    | 0      |
| 4     | Liu Shin-mei     | 2    | 2      |
| 5     | Kim Ga-young     | 2    | 1      |
| 6     | Robin Bell       | 2    | 0      |
| 6     | Kelly Fisher     | 2    | 0      |
| 8     | Chen Siming      | 1    | 2      |
| 9     | Franziska Stark  | 1    | 1      |
| 9     | Loree Jon Jones  | 1    | 1      |
| 9     | Pan Xiaoting     | 1    | 1      |
| 9     | Lin Yuan-chun    | 1    | 1      |
| 9     | Fu Xiaofang      | 1    | 1      |
| 14    | Ewa Laurance     | 1    | 0      |
| 14    | Gerda Hofstätter | 1    | 0      |
| 14    | Julie Kelly      | 1    | 0      |
| 14    | Bi Zhuqing       | 1    | 0      |